# Strokiv, Popilnea
Strokiv (în ucraineană Строківська сільська рада) este o comună în raionul Popilnea, regiunea Jîtomîr, Ucraina, formată numai din satul de reședință.

## Demografie
Componența lingvistică a comunei Strokiv
     Ucraineană (96,79%)
     Rusă (1,98%)
     Alte limbi (0,15%)
Conform recensământului din 2001, majoritatea populației comunei Strokiv era vorbitoare de ucraineană (96,79%), existând în minoritate și vorbitori de rusă (1,98%) și armeană (1,07%).